# Obelisco Lateranense

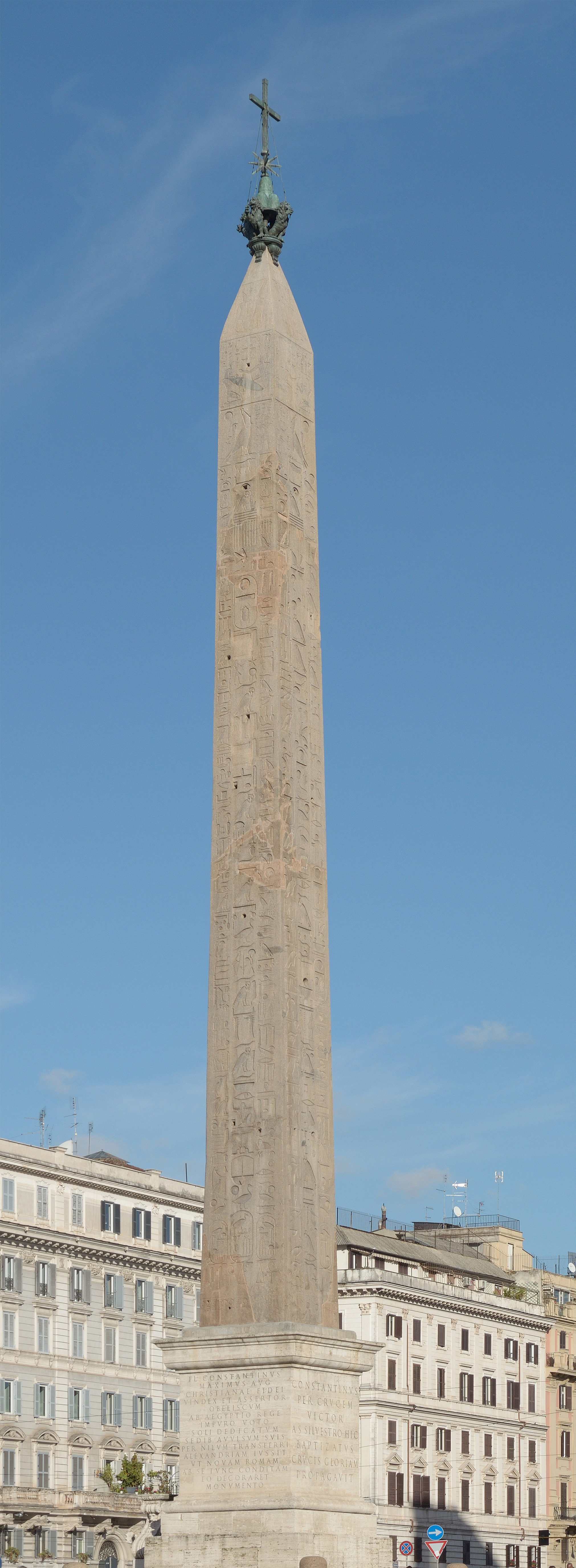
L'obelisco Lateranense dopo i restauri conclusi nel 2008.

L'Obelisco Lateranense è uno dei tredici obelischi antichi di Roma ed è situato in piazza San Giovanni in Laterano.
Con la sua altezza di 32,18 m (con il basamento e la croce raggiunge i 45,70 m) è l'obelisco monolitico più alto del mondo.
Fu realizzato all'epoca dei faraoni Tutmosis III e Tutmosis IV (XV secolo a.C.) e questo lo rende l'obelisco più antico di Roma. Proviene dal tempio di Amon-Ra a Tebe (Karnak) in Egitto. Fu portato a Roma per volere dell'imperatore Costanzo II nel 357 ed eretto dal praefectus urbi Memmio Vitrasio Orfito sulla spina del Circo Massimo, dove già si trovava l'obelisco Flaminio. 
Venne ritrovato in tre pezzi nel 1587, insieme all'obelisco Flaminio, e fu eretto nella sua attuale collocazione nel 1588 dall'architetto Domenico Fontana per volontà di papa Sisto V.

## L'iscrizione
L'iscrizione posta alla base dell'obelisco consisteva in un lungo carme onorario di 24 esametri, che commemorava l'erezione del monumento da parte di Costanzo. L'epigrafe antica oggi è perduta, ma il testo è noto in quanto essa fu rinvenuta e trascritta nel 1587.
(Traduzione di Paolo Liverani, in Costanzo II e l’obelisco del Circo Massimo a Roma, 2012.)

## Galleria d'immagini

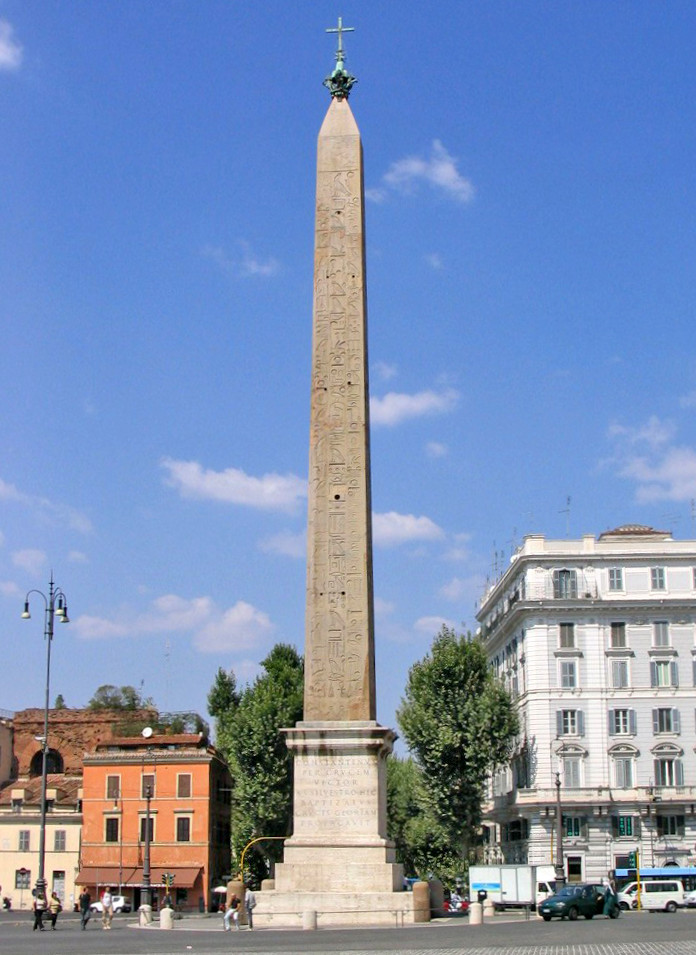
L'obelisco Lateranense.
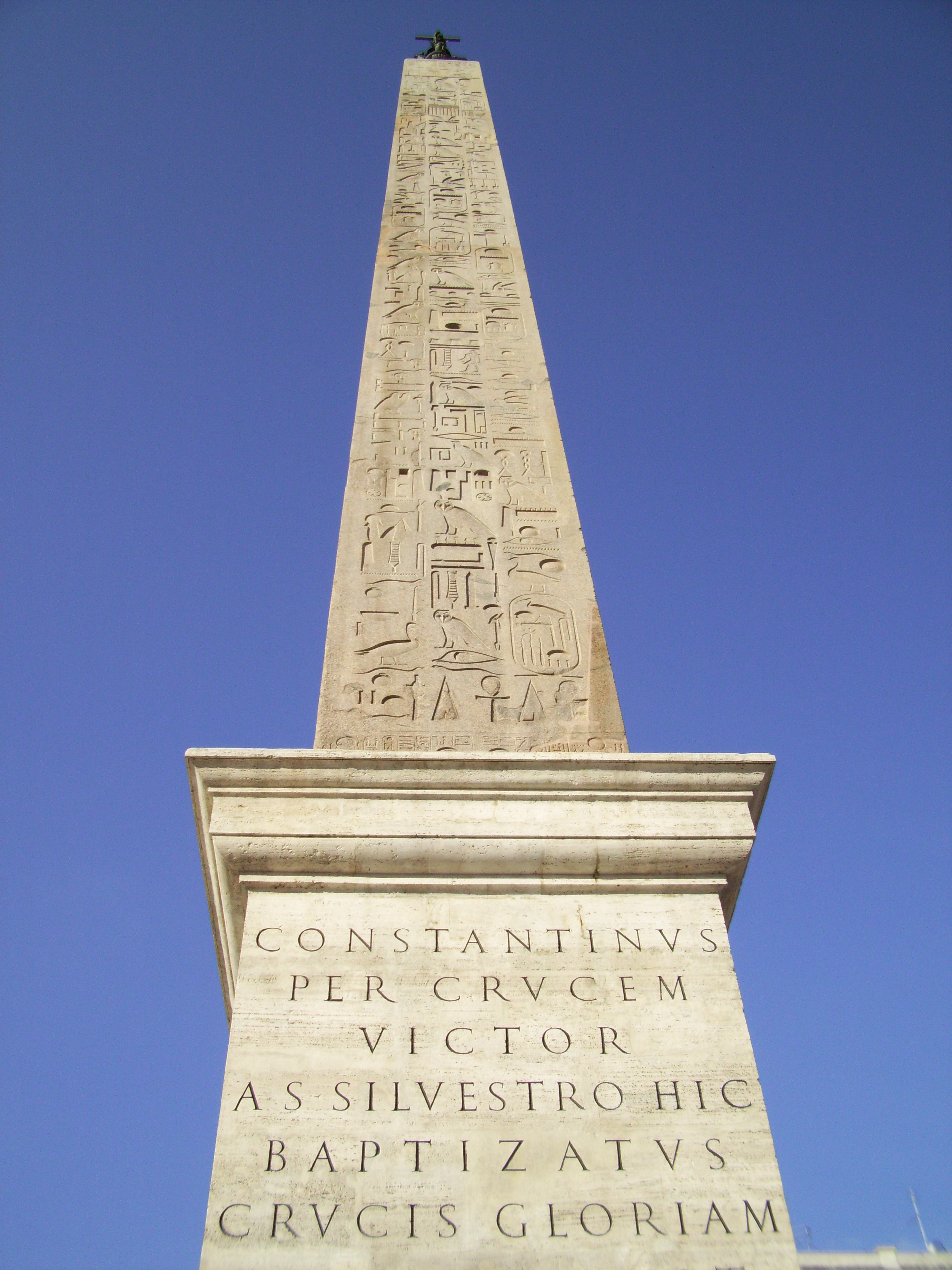
L'obelisco Lateranense dopo i restauri conclusi nel 2008.
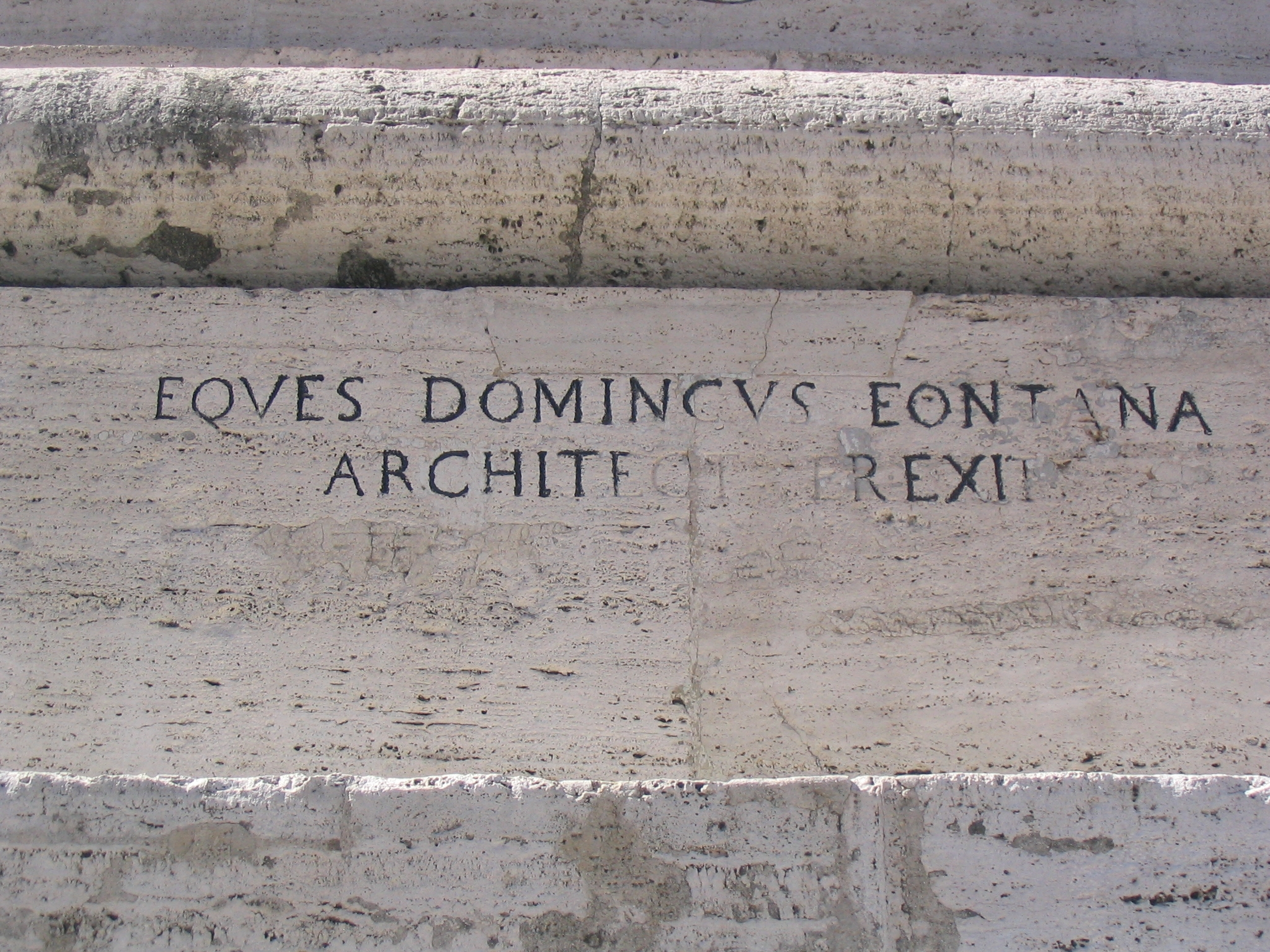
La firma di Domenico Fontana sul piedistallo dell'obelisco Lateranense.
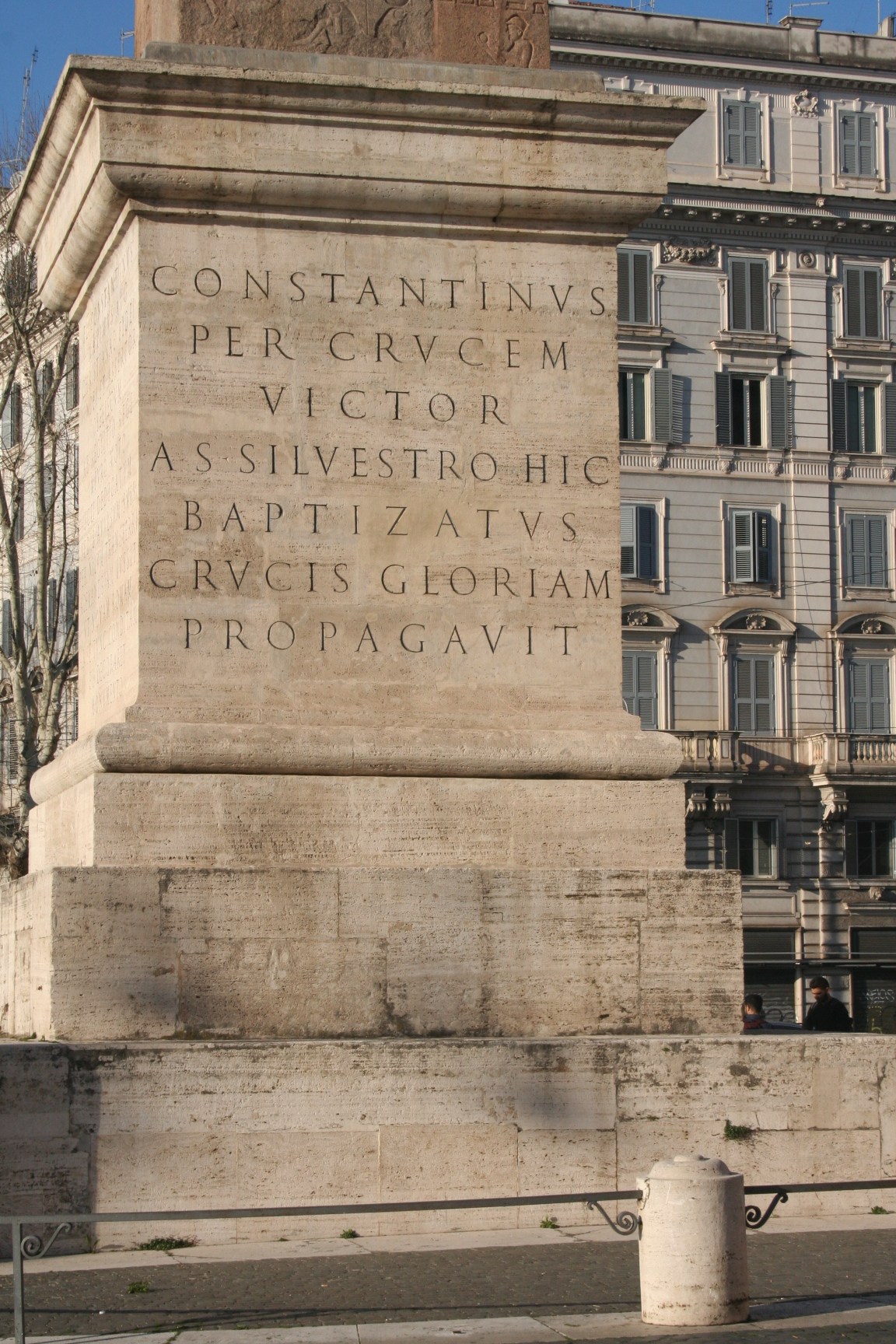
Obelisco Lateranense con iscrizione sul basamento dedicata all'Imperatore Costantino il Grande.